# Bouře (Adès)
Bouře (v anglickém originále The Tempest) je druhou operou soudobého britského skladatele Thomase Adèse. Libreto napsala Meredith Oakesová podle stejnojmenné divadelní hry Williama Shakespeara. Světová premiéra se odehrála 10. února 2004 v Royal Opera House, Covent Garden, v Londýně.

## Inscenační historie
Přestože je tato opera zatím poměrně mladá, zaznamenala již nejedno uvedení. Významným počinem se stalo zejména její uvedení v newyorské Metropolitní opeře v roce 2012, díky jejímž kinopřenosům s títo dílem mohli seznamit diváci téměř celého světa (včetně ČR). V tu dobu se tak stala již pátým operním domem na světě, který toto dílo nastudoval. V americké premiéře operu třeba již v roce 2005 provedla Santa Fe Opera. V roce 2015 došlo k inscenování Adèsovy Bouře ve Vídeňské státní opeře a třeba v roce 2016 v Budapešti. Na uvedení v Česku však zatím tato opera čeká.